# Deilephila askoldensis
Deilephila askoldensis là một loài bướm đêm thuộc họ Sphingidae. Nó được tìm thấy ở tây nam Nga, đông bắc Trung Quốc, bán đảo Triều Tiên và miền bắc Nhật Bản.
Sải cánh dài 51–59 mm.
Ấu trùng ăn Vitis amurensis in Russia và Epilobium ở Nhật Bản.

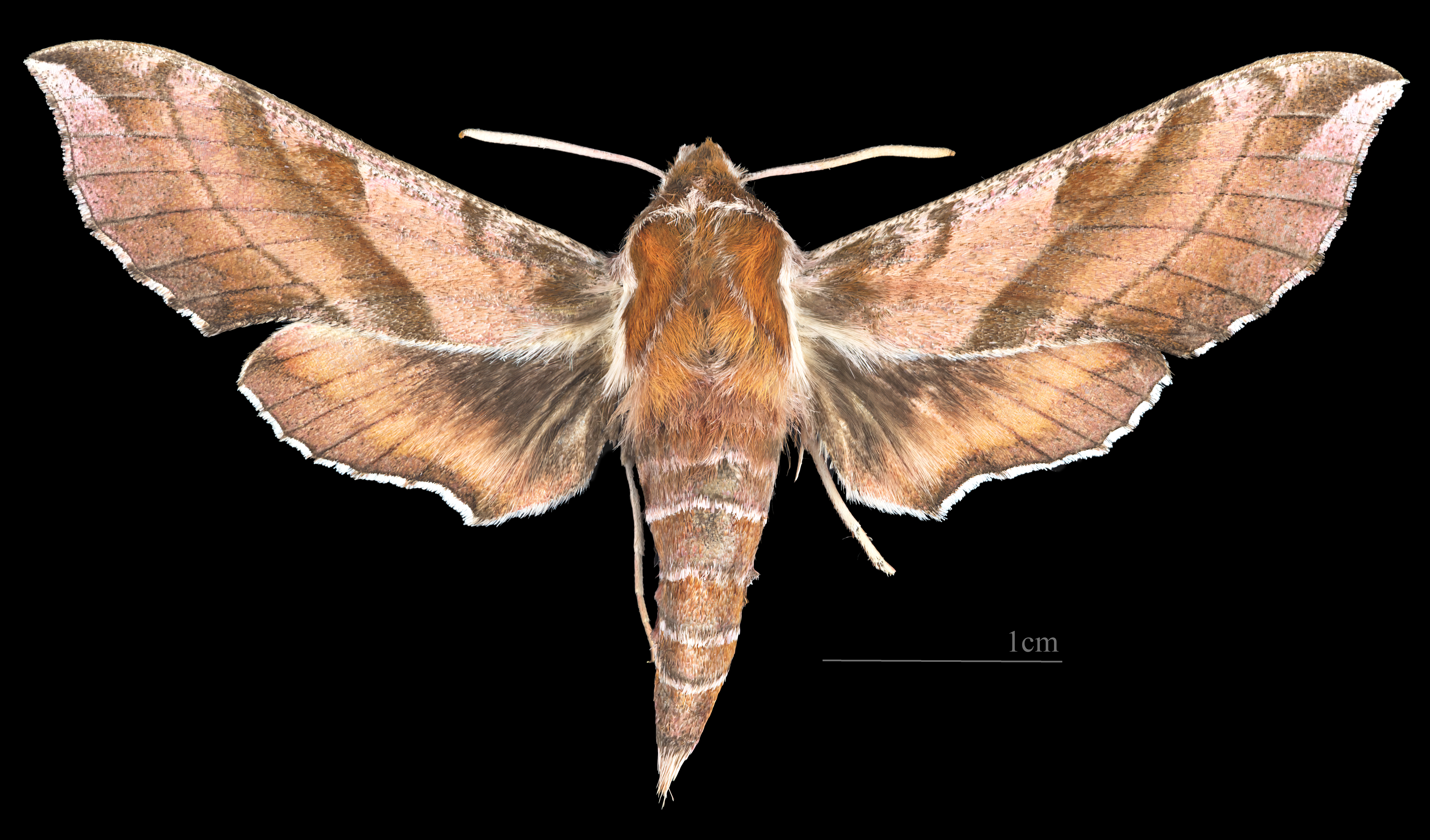
D. askoldensis  ♀
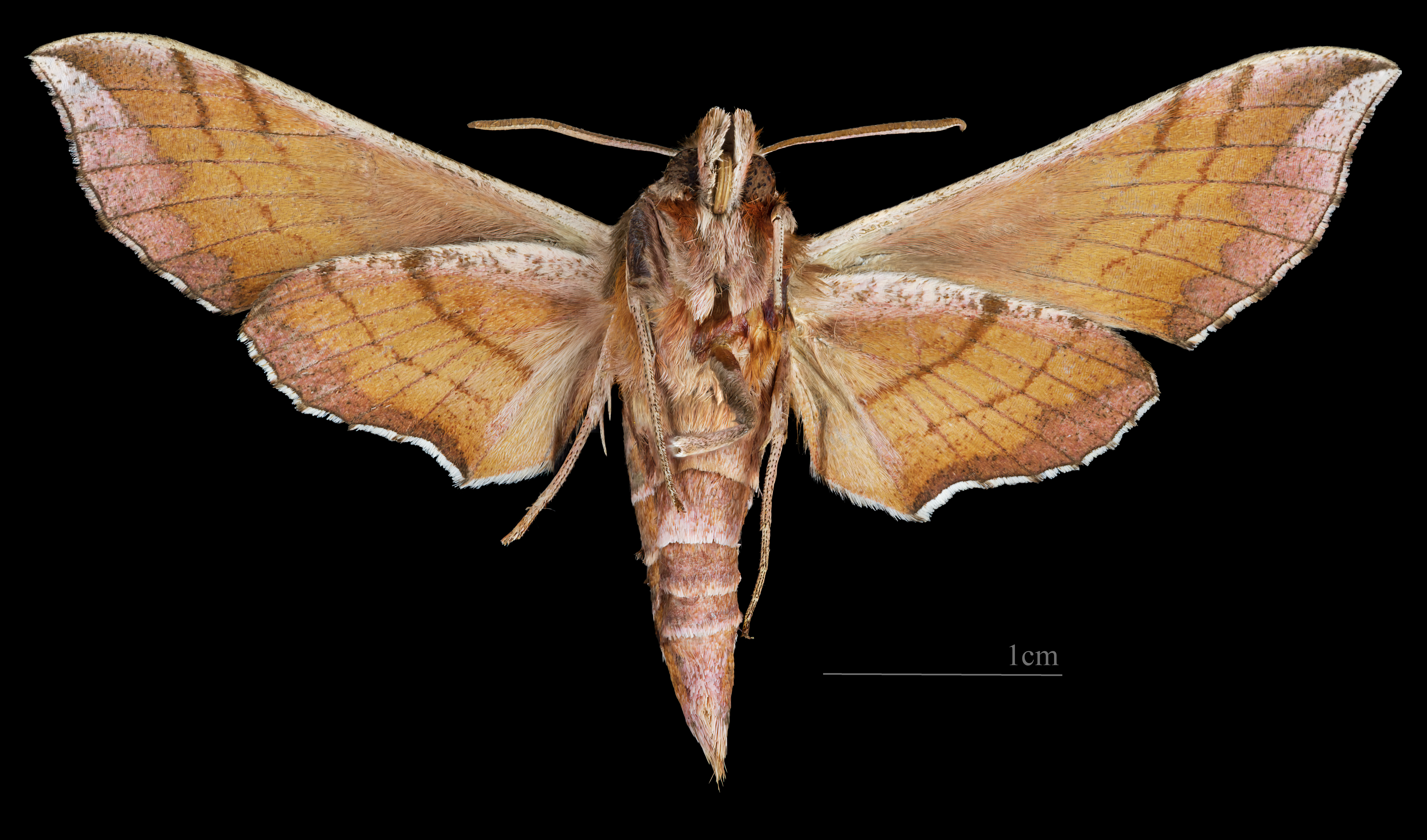
D. askoldensis ♀ △